# Windkraftanlage Laasow
Koordinaten: 51° 43′ 13,8″ N, 14° 6′ 24,4″ O

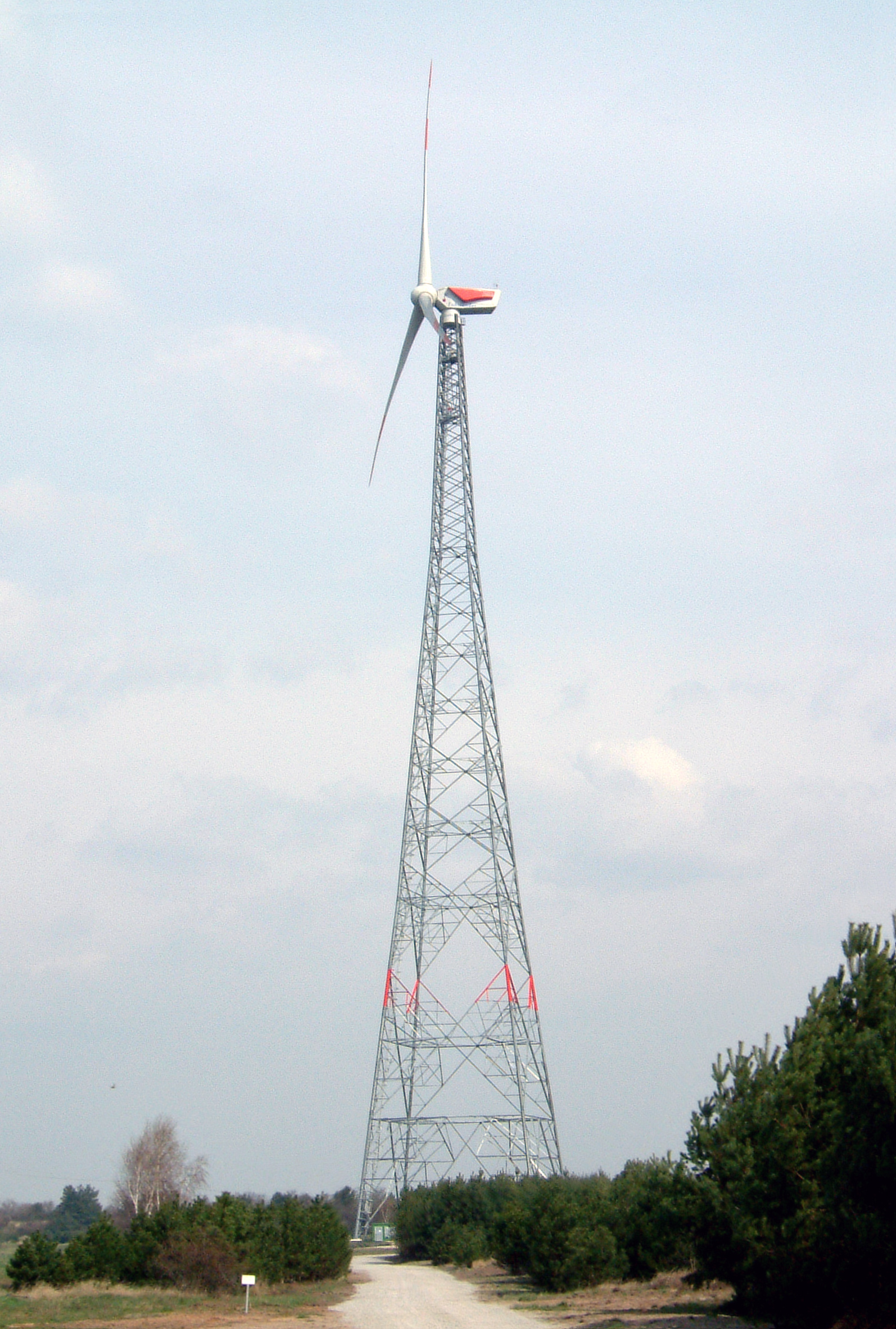
Windkraftanlage in Laasow

Die Windkraftanlage Laasow war von September 2006 bis Dezember 2012 mit einer Nabenhöhe von 160 m die höchste Windkraftanlage der Welt sowie bis 2014 die höchste Windkraftanlage in Deutschland. Sie wurde von der Firma Fuhrländer in Laasow (Ortsteil der Stadt Vetschau/Spreewald in Brandenburg) nach dreimonatiger Bauzeit am 14. September 2006 fertiggestellt.
Die Anlage des Typs Fuhrländer FL 2500 besteht aus einem Stahlfachwerkturm, auf dem sich ein Rotor mit 90 m Durchmesser dreht. Die Gesamthöhe im obersten Rotorumlauf beträgt somit etwa 205 m. Die Maschine erzeugt eine maximale Nennleistung von 2,5 MW. Bei der Inbetriebnahme wurde ein Elektroenergieertrag von 7200 MWh/Jahr prognostiziert. Die elektrische Energie wird mit einer doppeltgespeisten Asynchronmaschine und einem wassergekühlten Frequenzumrichter aufbereitet.
Betreiber der Anlage ist die Firma EFI Wind GmbH (ehemals SeeBA Energy Farming).
Im Dezember 2012 wurde sie als höchste Windkraftanlage abgelöst. Im polnischen Windpark Nowy Tomyśl wurden zwei Windkraftanlagen des gleichen Typs (Fuhrländer FL 2500) mit ebenfalls 160 Meter hohem Stahlfachwerkturm, allerdings 100 Meter Rotordurchmesser, errichtet. Diese Anlagen sind somit etwa 210 m hoch.